# Цианаты

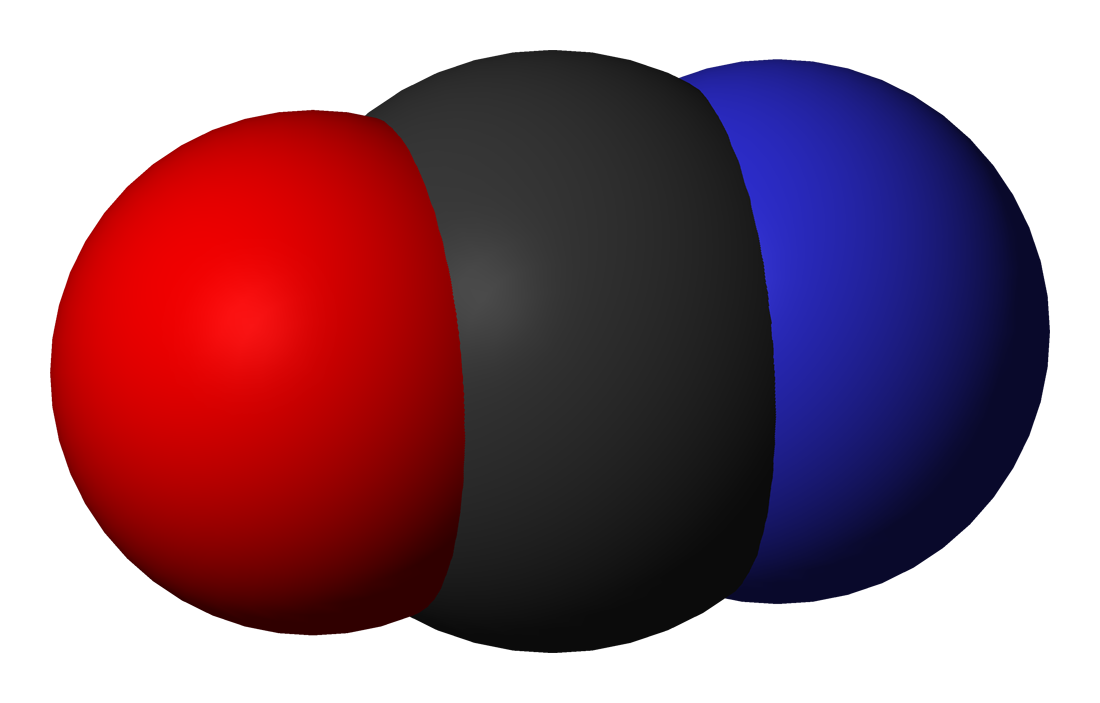
Изображение в 3D структуры цианат-иона

Цианаты — производные циановой кислоты, общая структурная формула которых: —NCO. В цианат-ион представляет собой анион с химической формулой OCN−. Это резонанс трех форм: [O−−C≡N] (61%) ↔ [O=C=N−] (30%) ↔ [O+≡C−N2−] (4%). Соли цианатов, а также сама циановая кислота в жидком состоянии содержат таутомерную смесь обоих изомеров, в твёрдом состоянии преобладает изомер -N=C=O.
Цианат является производным аниона изоциановой кислоты, H−N=C=O, и его меньшего таутомера циановой кислоты (также известной как цианол), H−O-C≡N. Цианат-ион является изомером гораздо менее стабильного фульминатного аниона, CNO− или [C−≡N+−O−].
Цианат-ион представляет собой амбидентатный лиганд, образующий комплексы с ионом металла, в котором донором электронной пары может быть либо атом азота, либо атом кислорода. Он также может действовать как мостиковый лиганд. Цианат аммония впервые был применён для получения мочевины Вёлером в 1828 г.

## Ион цианата
Три атома в цианат-ионе лежат на прямой линии, придавая иону линейную структуру. Электронная структура описывается проще всего как
:Ö̤−C≡N:
с одинарной связью C−O и тройной связью C≡N. (Или более полно как: Ö−C≡N: ↔ Ö = C= N ↔ : O≡ C−N:) Полоса поглощения в ИК у цианатов, на примере спектра цианата серебра, соответствует 2098 см-1. Согласно характеристическим частотам в ИК-спектроскопии это соответствует тройной связи между атомами углерода и азота

## Соли цианата
Цианат натрия имеет изоструктуру с фульминатом натрия, что подтверждает линейную структуру цианат-иона. Его получают промышленным способом путем нагревания смеси карбоната натрия и мочевины.
Na2CO3 + 2 OC (NH2)2 → 2 NaNCO + CO2 + 2 NH3 + H2O
Аналогичная реакция используется для получения цианата калия. Цианаты образуются при окислении цианидов. Этот факт используется в процессах обеззараживания цианидом, где окислители, такие как перманганат и перекись водорода, используются для преобразования токсичного цианида в менее токсичный цианат.

## Токсичность
Соли цианатов токсичны, так например цианат натрия может вызывать периферическую моторную нейропатию.

## Получение
Получают цианаты солей в лабораторных условиях сплавлением мочевины с карбонатами металлов.

## Изомерия
Существуют также соединения т.н. «гремучей» (фульминовой, парациановой) кислоты (H-C≡N→O), которая представляет собой изомер циановой (HO-CN) и изоциановой (HN=C=O) кислот. В отличие от цианатов и изоцианатов, в ней кислород непосредственно соединён с азотом.